# Provincia de Guayana
La provincia de Guayana es una de las provincias históricas que se constituyeron durante el periodo colonial y que terminaría formando parte integral de la Capitanía General de Venezuela luego de su creación en 1777. Más tarde formó parte de la Gran Colombia y una vez que este país desapareció, del Estado de Venezuela. Abarcó un territorio similar al de los actuales estados Bolívar, Delta Amacuro y Amazonas, así como la actual zona en reclamación de la Guayana Esequiba y parte de Pacaraima y Pirara en Brasil.

## Historia
La Europa del siglo XV llega por primera vez a las tierras continentales de América con el tercer viaje de Cristóbal Colón. El 3 de agosto de 1498, Colón desembarca en el pueblo indígena de Macuro, península de Paria, Venezuela. En este viaje Colón también descubre el río Orinoco.
A medida que se descubrían las tierras y se tomaba posesión de ellas se iban creando las nuevas provincias. Así, Alonso de Ojeda, al tomar posesión de la Gobernación de Coquibacoa, el 3 de mayo de 1502, funda Santa Cruz, la primera ciudad española de tierra firme sudamericana aunque de efímera duración. Santa Cruz fue fundada en la bahía de los Castilletes, a orillas de la laguna de Cosinetas, en la Guajira venezolana.
Sin embargo, generalmente se acepta que el primer poblamiento en los territorios actuales de Venezuela comenzó por la isla de Cubagua, donde se estableció una ranchería provisional desde 1512 hasta 1525; luego como pueblo organizado con asentamiento permanente con aspecto de ciudad por la presencia del cabildo o ayuntamiento desde finales de 1525 y principios de 1526; el 12 de septiembre de 1528 recibe de Carlos I de España el título de ciudad de Nueva Cádiz. Las islas de Cubagua y  Margarita formaban parte de la provincia de Margarita que fue creada el 18 de marzo de 1525.
En el territorio continental, Gonzalo de Ocampo funda Nueva Toledo en 1521 que fue destruida por los indios en 1523. Fue repoblada por Jácome de Castellón, en 1521, quien construyó una fortaleza situada en la boca del río Cumaná, hoy llamado Río Manzanares. En 1545 solo quedaban las ruinas de esta ciudad y también de Cubagua. En 1562 el padre Montesinos regresa a las costas de Cumaná y funda, en las costas abandonadas, la ciudad de Nueva Córdoba. Por último fue reorganizada por Diego Fernández de Serpa quien le dio el nombre de Cumaná.
Este nombre de Cumaná, según algunos, quería decir en la lengua de los indios Guaiqueríes "Pueblo de la Mar", el cual no debe ser confundido con uno similar de la isla de Margarita que debe su origen al fraile Francisco de Villacorta, quien en 1534 fue nombrado protector de los indios y se trasladó de la isla de Cubagua a la de Margarita a establecer encomiendas entre los indios Guaiqueríes y decide fundar este otro Pueblo de La Mar. El 13 de noviembre de 1536, en Real Cédula firmada en Valladolid por el Rey Carlos I de España, se le permite a Francisco de Villacorta la fundación de un pueblo junto al mar, al cual llamó La Villa del Espíritu Santo (hoy en día la ciudad de Porlamar).
La ciudad de Cumaná y los territorios aledaños del oriente de la actual Venezuela pertenecían a la provincia de Nueva Andalucía (posteriormente llamada de Cumaná), creada en 1536 solo en el papel y realmente el 27 de mayo de 1568.
Después del primer señalamiento del río Orinoco por Cristóbal Colón en 1498, fue Vicente Yáñez Pinzón en 1500 quien lo visitó y calificó como un gran río, bautizándolo como Río Dulce, por lo cual muchos lo consideran como el descubridor de este río. Juan Berrío de Queixo, en 1520, fracasó en forzar las barras del río y regresó con el nombre del curso bajo: "Uyaparí".
El primer europeo que navegó por su curso fue Diego de Ordaz. Fueron también exploradores de este río Alonso de Herrera, Jerónimo Hortal, Antonio de Berrío y el pirata inglés sir Walter Raleigh favorito de la Reina Isabel I de Inglaterra.
Los aborígenes le habían informado a Diego de Ordaz de la existencia de una gran riqueza aurífera más allá del río Meta. Así comienza la leyenda de "El Dorado". Con el objetivo de encontrar El Dorado, entre otras cosas, Diego de Ordaz obtuvo de la Corona española, el 20 de mayo de 1530, una capitulación para conquistar y poblar, en las doscientas leguas de territorio desde el río Marañón parte alta del Río Amazonas hasta Maracapana, es decir, la región de Paria no lejos de la desembocadura del Orinoco. 
Zarpó Ordaz de San Lúcar de Barrameda el 20 de octubre de 1530 y, en 1531, al mando de una expedición, tomó posesión en virtud de su patente remontando el Orinoco por espacio de 600 millas. Diego de Ordaz entró por el Orinoco llegando a los raudales del Atures, y luego a la sierra de Imataca, hasta llegar a un poblado indígena conocido como Huyapari. Con esta expedición se introdujeron las primeras prédicas de la fe cristiana a la región guayanesa. 
El nombre de "Guayana" se originó en 1532. Ordaz llamó a esta región al principio provincia de Carao, aunque a su regreso, en 1532, al comentar su viaje, hizo referencia a este lugar como Guayana, siendo esta la primera vez que se utilizó este nombre para identificar esta región.
Se atribuye a Diego de Ordaz la fundación de una primera efímera Santo Tomás de Guayana en 1532, cerca de las bocas del Caroní con el Orinoco (donde se encuentra hoy la ciudad de Puerto Ordaz).
En 1537, Alonso de Herrera, lugarteniente de Ordaz, ascendió el Orinoco más allá de donde había llegado Ordaz.
Con la capitulación dada a Ordaz en 1530, el territorio de Guayana adquirió una primera identidad propia, aunque la provincia de Guayana fue creada el 18 de noviembre de 1568.

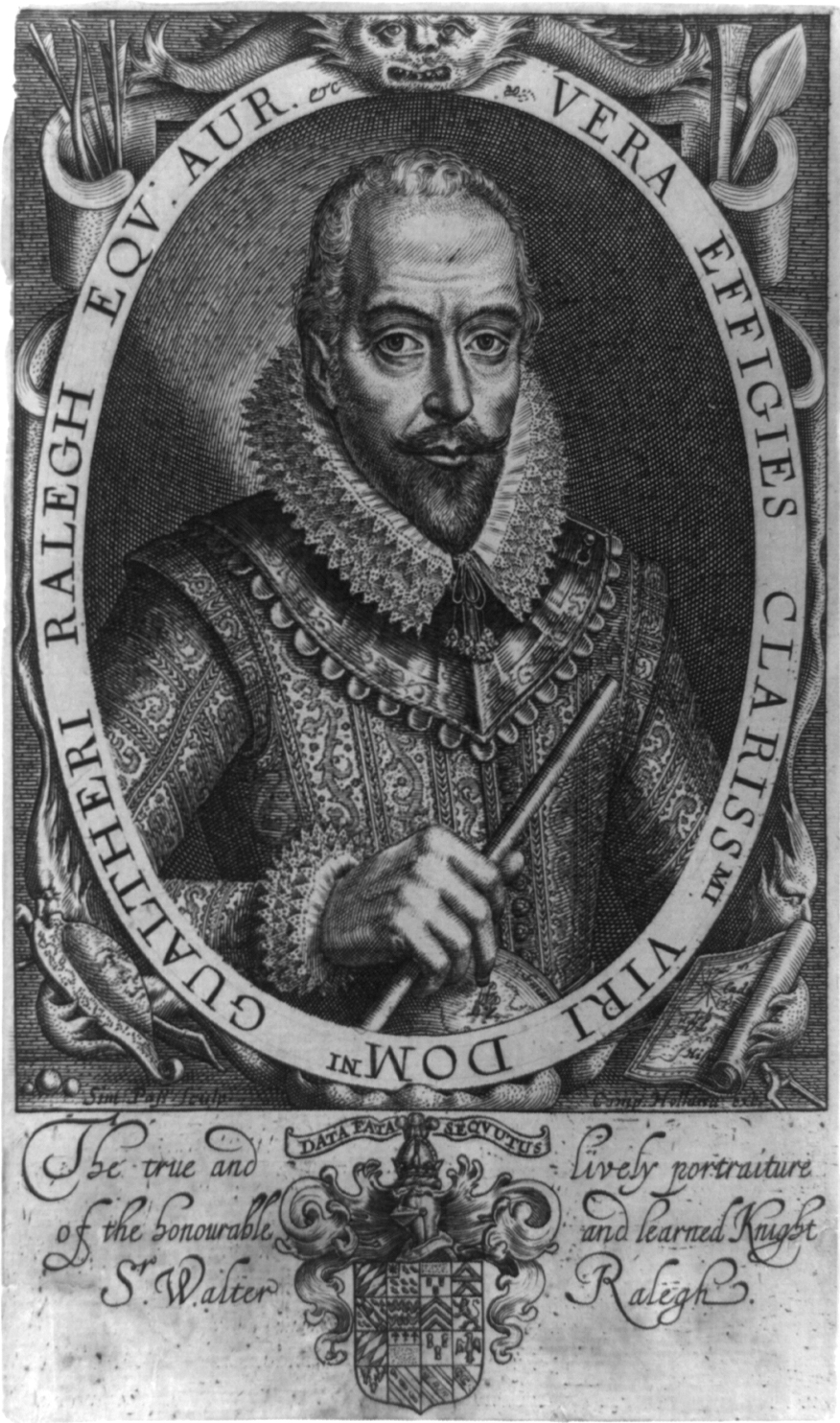
Retrato de Walter Raleigh en la Biblioteca del Congreso de Estados Unidos.

El Virrey del Perú y Marqués de Cañete Don Andrés Hurtado de Mendoza desde 1559 propone una ruta por el río Amazonas con el objetivo de conquistar el país de los indios Omaguas custodios de El Dorado. En 1561, organiza una expedición al mando de Ursua y Lope de Aguirre, apodado "el tirano",  ingresa por el Orinoco probablemente con el plan de pasar del Casiquiare al Orinoco saquear El Dorado y reconquistar al (Perú). No logró su objetivo porque fue asesinado y descuartizado en la ciudad de Barquisimeto (centro-occidente de Venezuela) ese mismo año. 
En febrero de 1569, saliendo de Santa Fe de Bogotá, Gonzalo Jiménez de Quesada, ya con setenta años, inicia una expedición desde sus encomiendas del piedemonte llanero con 300 españoles, 1500 indios, 1100 caballos, 600 vacas, 800 cerdos, buscando El Dorado hacia Guayana (Manoa); al cabo de dos años y medio regresan a Santa Fe de Bogotá cincuenta españoles y treinta indios. Se calcula en 150 mil ducados la inversión personal de Quesada en esta aventura.
No obstante el alto costo, Gonzalo Jiménez de Quesada obtiene la gobernación de El Dorado.            Dice en su testamento: 

Declaro por mi sucesor en la segunda vida de la dicha gobernación de Eldorado al capitán Antonio de Berrío, marido de Doña María (de Oruña), mi sobrina, o si él fuese muerto, a su hijo mayor (Fernando), y así lo suplico a su majestad lo conforme a la merced que me hizo de ello.

En 1574 se llevó a cabo la segunda tentativa de Pedro Maraver de Silva en busca de El Dorado; de sus 170 hombres solo sobrevivió Juan Martín de Abújar quien de prisionero de los indios pasó a cacique, fugándose luego a Margarita. 
Don Antonio de Berrío era veterano de guerra en Lombardía, Flandes e Italia, y contra los moros en África. En 1582 organizó, en Santa Fe de Bogotá, su primera expedición al Orinoco. Fue el primero en establecer en 1584-86 la ruta Santa Fe – río Casanare – río Meta – río Orinoco – Guayana – Trinidad. En 1585, Berrío une en una sola a las provincias de Guayana y Trinidad (Trinidad, descubierta por Colón en 1498, era una provincia desde 1529). Esta provincia unida dependería en lo político-administrativo desde 1591 de la Real Audiencia de Santa Fe.
En 1587 Antonio de Berrío en una de sus jornadas expedicionarias partió desde Casanare (hoy día en Colombia) hasta llegar, por segunda vez, al raudal o isla de Atures, estableciendo un caserío en las sierras de Parguaza, Caipo y Suapure que constituyó su primer intento de poblamiento de Guayana, pero las enfermedades y los ataques indígenas diezmaron el poblado.
En su segundo viaje desde Santa Fe de Bogotá, 1591-93, fundó en Trinidad a San José de Oruña. El 19 de marzo de 1591 proclama el nombre de esta provincia como Guayana. El 25 de agosto de 1595, el Consejo de Indias le otorgó la gobernación de El Dorado. Un poco más arriba del complejo del delta del Orinoco pobló Santo Tomás de Guayana el 21 de diciembre de 1595, lo que ahora se llama los Castillos de Guayana. Luego promovió mediante su teniente Domingo de Vera e Ibargoyen la más numerosa expedición del siglo XVI a América: familias enteras hasta 2000 personas, 20 capitanes, 22 religiosos, zarparon de Sanlúcar de Barrameda el 23 de febrero de 1596. A la vista estaba El Dorado, hacia Manoa como lo informara a Berrío el cacique Morequito. Tan lúcida esperanza se esfumó pronto: desavenencias con el gobernador Vides de Cumaná por disputas territoriales, fracaso del capitán Álvaro Jorgé en busca de Manoa, y aparición en escena de sir Walter Raleigh. Raleigh quemó a Santo Tomé y tomó preso a Berrío; luego de liberado, murió Berrío en 1597 en Santo Tomás a la edad de 75 años.
El lugarteniente de Raleigh, Lawrence Keynes, informó a Europa sobre el curare en su segundo viaje (1617-18). Sir Walter Raleigh, poeta, filósofo, historiador, marino, cortesano, inventor, estadista, pirata, iniciador del imperio inglés, en 1595 organiza su primera aventura a la Guayana, dos más en 1615 y una cuarta en 1616. En su fantasioso libro El descubrimiento del vasto, rico y hermoso imperio de la Guayaná recoge la leyenda de los hombres-rayas, de Sipapo, que tienen la boca en el ombligo. Según Raleigh:

Guayana es un territorio que nunca ha sido saqueado ni explotado, la tierra jamás ha sido arada ni la bondad del suelo ha sido nunca abonada, las tumbas no se han abierto para sacar el oro, las minas no se han excavado ni los templos se han saqueado [...] El soldado común peleará por el oro, y se podrá pagar a sí mismo sin encogimiento con patenas de medio pie de anchas.

### Guayana en los siglosXVIIyXVIII
La provincia de Guayana unida a la de Trinidad desde 1585, dependería de la provincia de Santa Fe desde 1591 hasta 1729. En ese año mediante real cédula Guayana pasó a formar parte de la provincia de Nueva Andalucía, desapareciendo como provincia. En 1731, la provincia de Trinidad se separa de la Nueva Andalucía al adquirir rango propio, hasta el 17 de febrero de 1797 en que la toman los ingleses y se convierte en colonia británica.
En 1762 se creó otra vez la Provincia de Guayana y se decidió que Guayana nuevamente sería parte de Santa Fe, que para ese momento se había convertido en virreinato. Para 1766 pasa a formar parte de la provincia de Caracas.
Santo Tomás de Guayana constituía un puerto fortificado que fue trasladado varias veces por los ataques de los indios caribes y de corsarios europeos que pretendían incursionar en Guayana y procurarse las riquezas percibidas por España. Fue mudada en tres ocasiones y en 1764 asentada definitivamente en el lugar más angosto o angostura del río. Se le llamó sucesivamente Santo Tomé o Santo Tomás de Guayana, Nueva Guayana, Angostura y, desde 1846, Ciudad Bolívar.
En 1777 se crea la Capitanía General de Venezuela que estaba conformada por seis provincias. El gobernador de la Provincia de Caracas pasó a ser el capitán general de esta unión territorial. Una de estas provincias era la Provincia de Guayana (en el territorio enmarcado por los actuales estados Bolívar, Amazonas y Delta Amacuro, más el Esequibo), cuya capital recibía el nombre de Angostura. 
La provincia de Venezuela creada por real cédula del 27 de marzo de 1528 con límites inequívocos en la costa desde el Cabo de La Vela en la península de la Guajira hasta Maracapana, posiblemente en lo que hoy es Pozuelos (distrito Sotillo del estado Anzoátegui). Su primera capital fue Santa Ana de Coro, luego El Tocuyo y después Caracas. Para la época su nombre había cambiado a provincia de Caracas.
La provincia de Maracaibo; la ciudad de Maracaibo fue fundada por primera vez (y destruida y refundada varias veces) el 8 de septiembre de 1529 por Ambrosio Alfinger. En un principio perteneció a la Provincia de Venezuela, pero el 31 de diciembre de 1676 se anexa a la Provincia de Mérida. Esta última provincia al principio se llamó Provincia de La Grita (1570-1608), luego Corregimiento de La Grita (1608-1622) y luego provincia de Mérida a partir del 3 de noviembre de 1622. Cuando se anexa la ciudad de Maracaibo comienza a hablarse de la provincia de Mérida de Maracaibo hasta llegar, en el siglo XVIII, a la designación de provincia de Maracaibo.
Además estaban las provincias de Margarita, Nueva Andalucía (Cumaná) y Trinidad, ya mencionadas.
Los jesuitas tuvieron un papel muy importante en la administración de la zona hasta 1769, cuando la Corona española decidió expulsarlos. El sacerdote jesuita Filippo Salvatore Gilii había realizado importantes estudios de los idiomas indígenas de la región.
Las provincias de Margarita, Venezuela y Nueva Andalucía (Cumaná) dependieron política y administrativamente de la Real Audiencia de Santo Domingo desde sus respectivas creaciones hasta 1786; las de Trinidad, Guayana y de La Grita-Mérida-Maracaibo dependieron de la Real Audiencia de Santafé de Bogotá igualmente hasta 1786. La creación de la Real Audiencia de Caracas en 1786 tiene por objeto perfeccionar, desde el punto de vista jurídico y político-administrativo, una reforma territorial sobre la base de las 6 provincias unidas desde 1777. En efecto, en ese año de 1786 se arranca de la jurisdicción político-administrativa de la Real Audiencia de Santo Domingo las provincias de Margarita, Venezuela y Nueva Andalucía para someterlas a la jurisdicción de la recién creada Real Audiencia de Caracas; lo mismo se hace con las provincias de Trinidad, Guayana y Maracaibo (como se denomina en ese momento a la antigua provincia de Mérida y La Grita) que dejan de estar sujetas a la Real Audiencia de Santafé para conformar el territorio de la Real Audiencia de Caracas. La unificación territorial de 1786 permite, pues, reunir bajo una sola administración político-administrativa, la Real Audiencia de Caracas, a las antiguas 6 provincias organizadas en el siglo XVI y con vida histórica propia a lo largo de los XVII y XVIII.

### Guayana en elsigloXIX

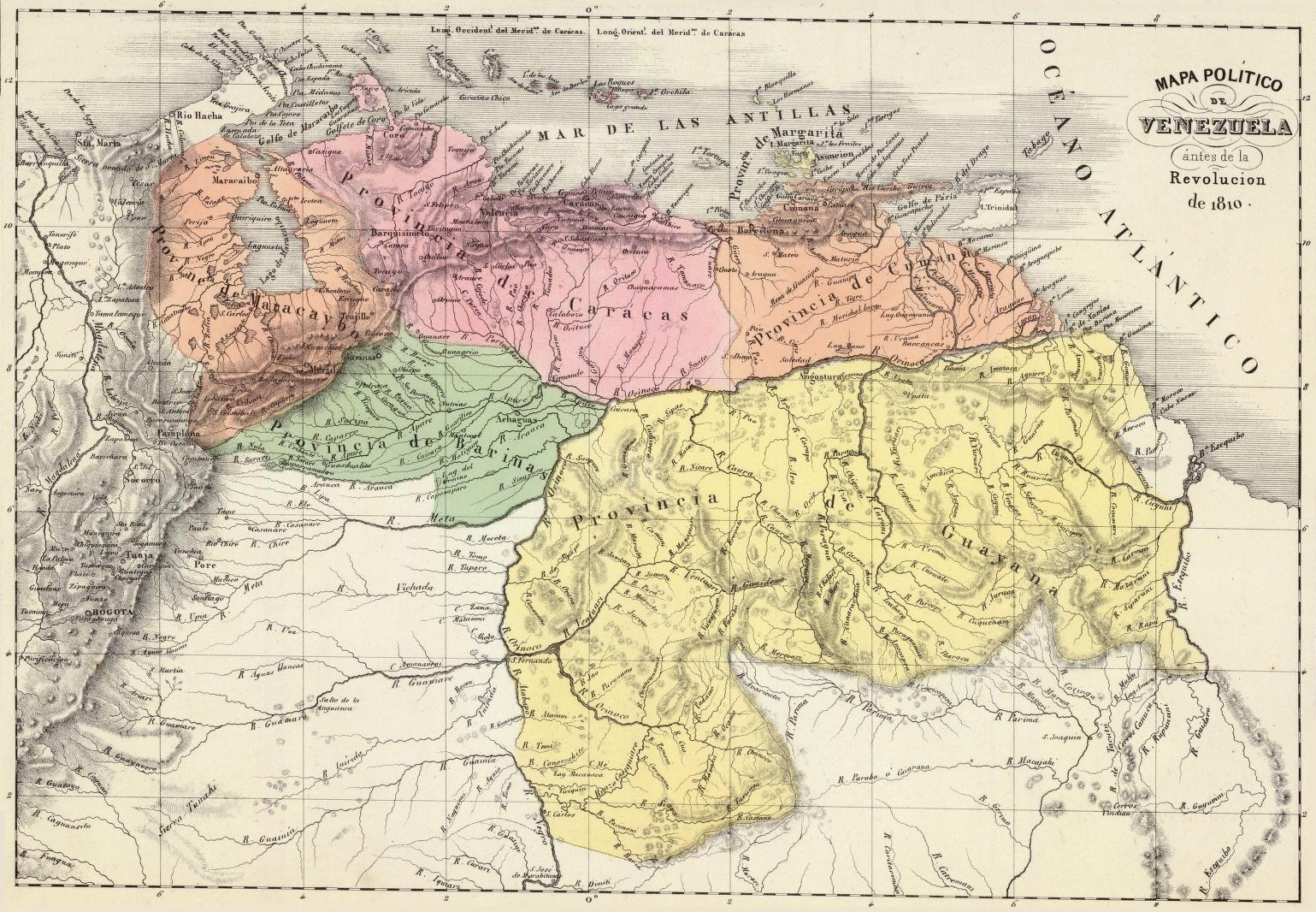
La Capitanía General de Venezuela en 1810; la provincia de Guayana está coloreada de amarillo.

Alexander von Humboldt y Aimé Bonpland exploraron la región en la primera mitad de 1800 durante varios meses. Viajando principalmente en un bote remontaron el río Orinoco hasta San Carlos y luego recorrieron el Casiquiare. Recogieron gran cantidad de muestras de plantas y animales. Humboldt también realizó numerosas observaciones sobre los indígenas de la región y contribuyó a mejorar los conocimientos cartográficos que se tenían de la zona.
La provincia de Guayana se mantuvo fiel a la Corona Española al declararse la Independencia el 19 de abril de 1810, convirtiéndose en uno de los más importantes focos realistas de Venezuela.
En 1811 recibe los primeros ataques por parte de los Patriotas que tratan de tomar sin éxito Angostura. Los realistas guayaneses, comienzan a atacar a los republicanos en las provincias de Barcelona, Cumana y territorios del Apure.
En 1812 debido a su lealtad, es premiada por las Cortes de Cádiz con la autorización para adornar su escudo con trofeos militares en representación de las armas que fueron capturadas a los Patriotas en la Provincia de Barcelona, esta disposición fue cumplida por las autoridades guayanesas, siendo los adornos eliminados posteriormente por las Autoridades Venezolanas.
A finales de 1816, Manuel Piar y Manuel Cedeño sitian Angostura (hoy en día Ciudad Bolívar), la capital de la provincia, durante 6 meses los angostureños y las tropas defensoras consumieron perros, gatos, ratas y hasta hicieron guiso con el cuero de las sillas, con su población muriendo por el hambre y las enfermedades, la ciudad fue abandonada el 18 de julio de 1817, siendo tomada sin resistencia por las tropas patriotas.
El general realista Manuel de La Torre se enfrenta a los patriotas, pero es derrotado por el general Piar el 11 de abril de 1817 en la batalla de San Félix. Simón Bolívar, con la división del general José Francisco Bermúdez persigue a La Torre y lo obliga a pelear con la escuadra del almirante Luis Brión en el Orinoco, quien lo vence en el combate naval de Cabrián en el cual captura 14 de los 28 buques españoles y hace 1.500 prisioneros.  En Los Castillos de Guayana es capturada parte de la población de Angostura que había abandonado la ciudad, 1700 de más de 9000 habitantes, esto completa la anexión de Guayana y les da a los patriotas una sede, en la ciudad de Angostura, con salida al exterior por el río Orinoco. Desde allí se cimientan las bases de la Tercera República de Venezuela. Las misiones de la provincia de Guayana también proveerán el ganado vacuno necesario para abastecer a las tropas republicanas.
El general Piar, quien había sido el motor principal para la liberación de Guayana empezó a tener desavenencias con Simón Bolívar. Muchos historiadores opinan que se trataba de un conflicto de poderes ya que Bolívar estaba celoso de los triunfos de este. El Libertador fue notificado de que Piar estaba conspirando.
Bolívar, a través de Bermúdez, le ordena que se presente al cuartel general, pero Piar no le hace caso y se va donde Santiago Mariño en Cumaná. Entonces, es detenido en septiembre de 1817, juzgado por un consejo de guerra y fusilado el 16 de octubre de 1817.
Bolívar, que había declarado a Angostura capital provisional de la república, crea una Alta Corte de Justicia, un consejo de Estado y un consejo de gobierno. El 16 de abril de 1818, en el hato Rincón de los Toros, Bolívar es objeto de un atentado en el que casi pierde la vida. El 5 de junio, regresa a Angostura donde convoca un congreso para establecer las bases de la naciente república.
El congreso convocado por Bolívar en 1818, se inicia el 15 de febrero de 1819. Su objetivo era darle una constitución a la república, ya que el libertador tenía poderes dictatoriales desde 1813. 
Es en ese día inaugural del congreso cuando Simón Bolívar pronunció su famoso discurso de Angostura, en el cual renuncia a sus poderes absolutos y da sus recomendaciones para la nueva constitución.
El Congreso de Angostura fue la primera instancia legislativa de la República. Estaba formado por treinta diputados que representaban a seis de las provincias de Venezuela: Caracas, Margarita, Cumaná, Barcelona, Barinas y Guayana. Se contempló la posibilidad de que además de las provincias citadas pudiesen enviar representación Mérida y Trujillo y también Casanare; esta última, perteneciente a la Nueva Granada, era la única de esa región que se hallaba libre de la ocupación española.
En este congreso Bolívar es nombrado presidente de la República y Francisco Antonio Zea, quien presidía el congreso fue nombrado vicepresidente. Como ministro de Interior y Justicia, fue designado Diego Bautista Urbaneja.
La nueva Constitución de la República fue proclamada el 15 de agosto de 1819. 
En ese mismo año de 1819, el 17 de diciembre, el congreso de Angostura, sancionó la "Ley Fundamental de la República de Colombia" en la cual se creaba una República constituida por la unión de Venezuela, la Nueva Granada y Quito y formada por tres departamentos: Venezuela, Cundinamarca y Quito, cuyas capitales eran Caracas, Bogotá y Quito, respectivamente.
Guayana a partir de 1821 formó parte del Departamento del Orinoco de la República de Colombia.

### La provincia de Guayana y el territorio Esequibo
Durante los diez años siguientes a la fundación de Santo Tomé por Antonio de Berrío, de tiempo en tiempo y por varios puntos, se hicieron expediciones a lo largo de la costa de Guayana y en lo interior. Se menciona el Esequibo entre los puntos frecuentados por sus tenientes. Fue el Esequibo tempranamente colonizado por los españoles, y de allí se obtenían para Santo Tomé y Trinidad, abastos de provisiones. Practicábase el tráfico en aquel punto y en el territorio intermedio entre Barima y Moroco. 
En 1581 los Países Bajos renunciaron formalmente a la soberanía de España, de la que hasta aquel entonces habían sido vasallos, y la guerra que se hacían entonces los dos países continuó hasta 1648, con un intervalo de tregua de 1609 a 1621. 
La primera mención de un viaje holandés a Guayana, fue en 1598, año en que un buque mercante de los holandeses subió el Orinoco hasta Santo Tomé. El holandés Cabelíau tomó parte en el viaje e hízo de él un relato. Fue puramente una aventura mercantil. 
No se menciona ningún establecimiento holandés en la costa de Guayana antes de 1613, año en que los españoles sorprendieron y destruyeron el establecimiento holandés del río Corentin. En este período no se conoce ningún establecimiento holandés al oeste del Corentin; pero en 1615 había uno de españoles que se ocupaban en cultivar el suelo en el Esequibo. 
En 1621, terminada la tregua, los Países Bajos privilegiaron La Compañía Holandesa de la India Occidental con el fin de concentrar en manos de una sola compañía el tráfico y las empresas marítimas de los holandeses en conexión con ambos continentes de América. Por los años de 1626 la compañía envió personas que “residiesen” en el río Esequibo, y en algún tiempo dentro de los primeros dieciocho años se construyó un Fuerte sobre el sitio de un antiguo fuerte español en la Isla de Kykoveral, situada en el río Mazaruni, cerca del punto donde desagua en el Esequibo. 
Por el Tratado de Münster de 1648, al terminar la guerra, España reconoció la independencia de los Países Bajos, y renunció y confirmó a favor de ellos la posición de los lugares que en aquella fecha “tenían y poseían”  sin que las partes involucradas acuerdaran lo contrario.
En aquella fecha los holandeses tenían y poseían en el territorio de Guayana varios lugares como Surinam, Berbice y Esequibo. Durante la guerra también habían por dos veces y con buen éxito atacado y saqueado a Santo Tomé, capital de la Guayana Española. Hasta donde consta por las pruebas, sin embargo, el más occidental de los lugares tenidos o poseídos por los holandeses en la fecha del Tratado, era el Fuerte de Kykoveral. 
Con apoyo en los hechos, Venezuela sostiene que el descubrimiento y la ocupación establecieron y perfeccionaron el título originario de España a toda la Guayana, que por el Tratado de Münster, al acabar la Guerra de los Treinta Años, España confirmó el título de los holandeses a los lugares que ellos tenían y poseían en la fecha del Tratado, lugares que ellos habían adquirido por conquista durante la guerra, y que el más occidental de los lugares así tenidos y poseídos era la Isla de Kykoveral, a la cual solo se obtenía acceso desde el mar por el río Esequibo; que por tanto, el río Esequibo con dicha Isla forma el límite occidental de los territorios holandeses en aquel período. 
Durante el período siguiente, que duró 166 años, los holandeses permanecieron en posesión del Esequibo y gradualmente formaron un establecimiento y haciendas en aquel río. Al principio el centro de la población era la Isla de Kykoveral, agrupándose en torno de ella las haciendas en las vecinas márgenes del Esequibo, Cuyuní y Mazaruni. 
Todos estos ríos, en una distancia de menos de 20 millas contadas desde el punto de su unión, están obstruidos por cascadas o raudales, en que su navegación termina. Los Establecimientos nunca pasaron más allá de estas cascadas. La tendencia de ellos durante todo el período del régimen holandés fue río abajo, hasta que por último casi se abandonó la vecindad del puesto originario, creciendo sin embargo las haciendas en número y extensión hacia la boca del río. 
En 1658 se formó una nueva colonia en el Pomarón, río que está a unas 30 millas al noroeste del Esequibo, y que desagua en el mar. Ella fue destruida por un ataque de los ingleses en 1665, vuelta a fundar en 1686, y acabada finalmente por los franceses en 1689. Desde aquel tiempo el dominio holandés en el Pomarón se reivindicó solo por medio de una posta mercante. El territorio al oeste del Moroco donde se situó al fin la posta, los holandeses nunca lo colonizaron y apenas lo atravesaban, excepto en el primer período, a fin de traficar con los españoles del Orinoco. 
En 1674 acabó la Compañía Holandesa de la India Occidental, y se concedió privilegio a otra nueva que reemplazó a la antigua, pero cuyas operaciones se restringieron específicamente a Esequibo y Pomarón. 
Presencióse un gran incremento de las poblaciones españolas en el territorio del alto Cuyuní y sus tributarios, que arrancaba de la inmediata vecindad de Santo Tomé, hasta que para fines del siglo XVIII había más de 30 de esos establecimientos en esta comarca, los más de ellos dirigidos por misioneros españoles. Había también importantes pueblos como Upata y Tupuquen. Gran número de indios se avecindaron con los españoles en los establecimientos de misión, y bajo la dirección y vigilancia de ellos se dedicaban a la agricultura u otras ocupaciones. Los productos de estos pueblos y establecimientos, en especial el tabaco de Upata y el ganado y cueros de las Misiones, vinieron a ser los principales artículos de exportación de la Colonia Española. Colocóse un Fuerte en la orilla meridional del Cuyuní, enfrente del Curumo. 
Los españoles también mantuvieron la ocupación del bajo Orinoco, que gradualmente fue progresando hasta que a fines de este período había cinco postas a intervalos a las orillas del río o de sus islas, del antiguo sitio de Santo Tomé abajo. De aquel punto arriba estaba la capital, Angostura, y los importantes establecimientos de Suay, Piacoa y otros, todos al sur del Orinoco. La más baja de las cinco postas del río era una estación de prácticos que se hallaba en la Isla de Pagayos, a corta distancia de la boca del río para arriba. 
La disputa entre España y los Países Bajos sobre la posesión del territorio al oeste de la cascada del Cuyuní, en el interior, y del Esequibo, en la costa, fue ocasionada primeramente por haber los holandeses estacionado un Agente de Comercio en el Cuyuní en un punto situado a unas 50 millas de su boca, o de 35 a 40 millas por encima de las cascadas que marcaban el límite del establecimiento de los holandeses. El comandante español de Guayana, aseverando que ésta era una intrusión en territorio español, destruyó la posta en 1758 e hizo prisioneros a sus ocupantes, sobre lo cual entablaron una reclamación los Países Bajos. En ella no se insistió, ni en ella se ocupó nunca España, que con posterioridad mantuvo una patrulla activa en el interior y en el territorio de la costa hasta los límites del establecimiento holandés. 
En 1810 Venezuela declaró su independencia de España, y tras una prolongada guerra obtuvo su reconocimiento. 
Por el Tratado Definitivo de Paz y Reconocimiento entre Venezuela y España, de fecha 30 de marzo de 1845, España “renuncia por sí, sus herederos y sucesores, a la soberanía, derechos y acciones que tiene en el territorio Americano conocido con el antiguo nombre de Capitanía General de Venezuela, ahora República de Venezuela”. 
El artículo II define así el territorio renunciado y cedido: 

“En consecuencia de esta renuncia y cesión Su Majestad reconoce a la República de Venezuela como Nación libre, soberana e independiente, compuesta de las provincias y territorios mencionados en su Constitución y otras leyes posteriores, a saber: Margarita, Guayana, Cumaná, Caracas, Barcelona, Carabobo, Barquisimeto, Barinas, Apure, Mérida, Trujillo, Coro y Maracaibo, y cualesquiera otros territorios e islas que puedan pertenecerle.”

El límite de la Provincia de Guayana se expresa en la Instrucción de Don José Abalos, Intendente General de la Capitanía General de Venezuela, en febrero de 1779, “para la población de la Provincia de Guayana” en los términos siguientes: 

“Los límites de la dicha Provincia de Guayana que da principio por la parte oriental de ella a barlovento del desemboque en el mar del río Orinoco, en el confín de la Colonia Holandesa de Esequibo.”

Durante la guerra de 1803 el Reino Unido ocupó el Esequibo y le poseyó, ocupándolo militarmente, hasta 1814. Por el primer artículo adicional del Tratado de Londres de fecha 13 de agosto de 1814, los Países Bajos cedieron a la Gran Bretaña los “Establecimientos de Demerara, Esequibo y Berbice.” El territorio cedido llegó a conocerse subsecuentemente con el nombre de Guayana Británica. 
Ha sostenido Venezuela que, en el tiempo de la adquisición de la Guayana Británica por la Gran Bretaña en 1814, el límite occidental del territorio holandés era el establecido por el Tratado de Münster, y que el título español al territorio situado al oeste de aquel límite no había sido perdido por ningún acto de los holandeses en el período intermedio; que en lo concerniente a la regla de posesión adversa convenida por Venezuela en el Tratado de Arbitramento, ninguna extensión de establecimiento o dominación holandesa más allá de los límites aquí antes nombrados, ha traído la ocupación holandesa durante este período a los términos de la regla, y que los límites existentes en 1814 son en consecuencia los mismos existentes en 1648. 
Entre Venezuela y la Gran Bretaña no se suscitó cuestión de límites hasta 1841, cuando el agrimensor británico Schomburgk colocó postes a lo largo de cierta línea llamada después “Línea de Schomburgk”, y en territorio a que Venezuela pretende tener título. En fuerza de la protesta de Venezuela, la Gran Bretaña desconoció toda intención de reivindicar dominio con la colocación de los postes, y los quitó. Luego se entabló entre Lord Aberdeen y el Señor Fortique una negociación relativa al límite, la cual, sin embargo, no condujo a ningún resultado. 
En cuanto al período de 1814 a 1897, Venezuela sostiene que según los términos del Tratado que mandó a los árbitros “investigar y cerciorarse de la extensión de los territorios pertenecientes a las Provincias Unidas de los Países Bajos o al Reino de España respectivamente, o que pudieran ser legítimamente reclamados por aquellas o éste al tiempo de la adquisición de la Colonia de la Guayana Británica por la Gran Bretaña”, queda excluida la consideración de actos ejecutados por la Gran Bretaña posteriormente a este período, en cuanto concierne a la cuestión de establecer el título por posesión adversa. (Ver Esequiba).

### Guayana después de la Independencia

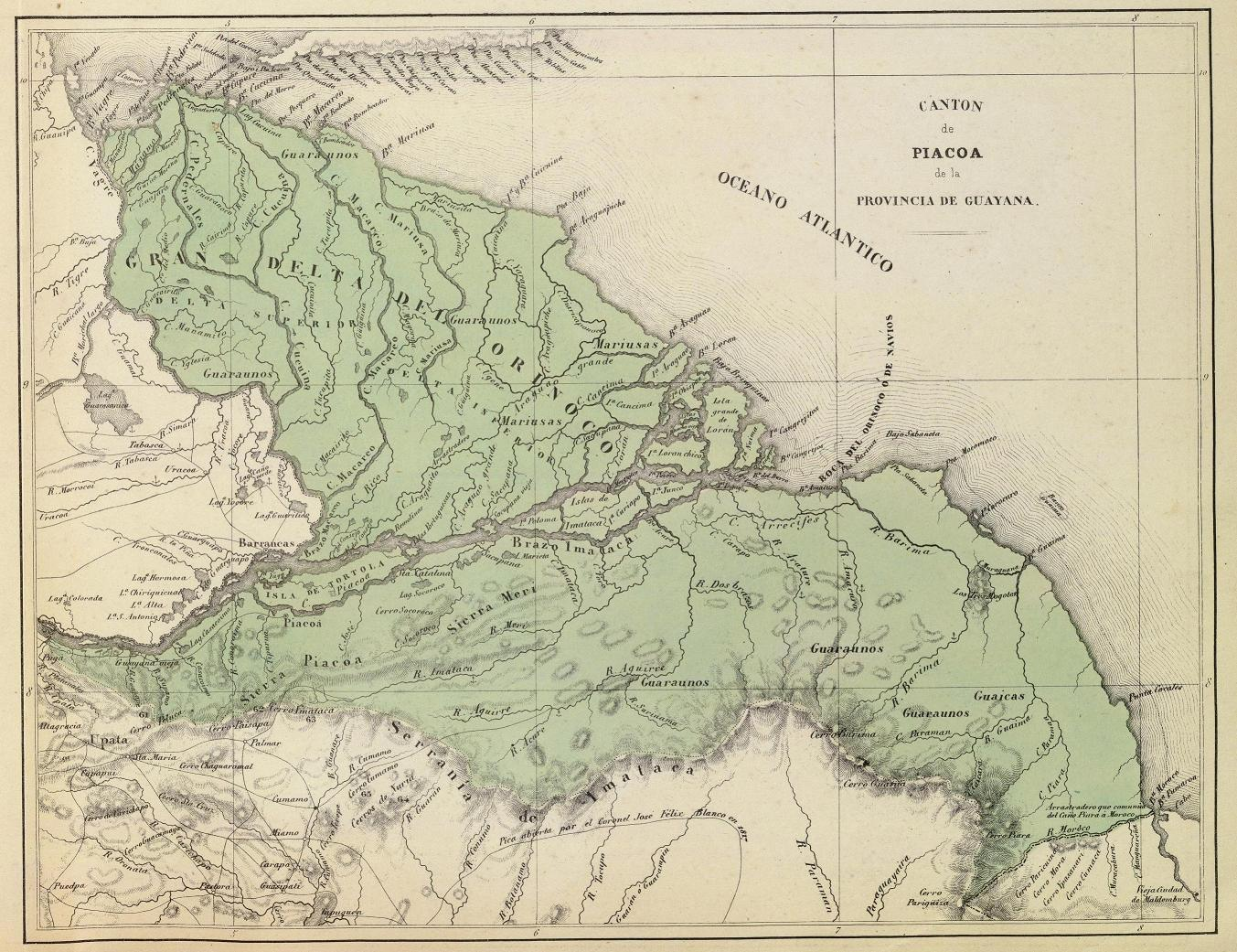
Cantón Piacoa (1840), hoy Estado Delta Amacuro.
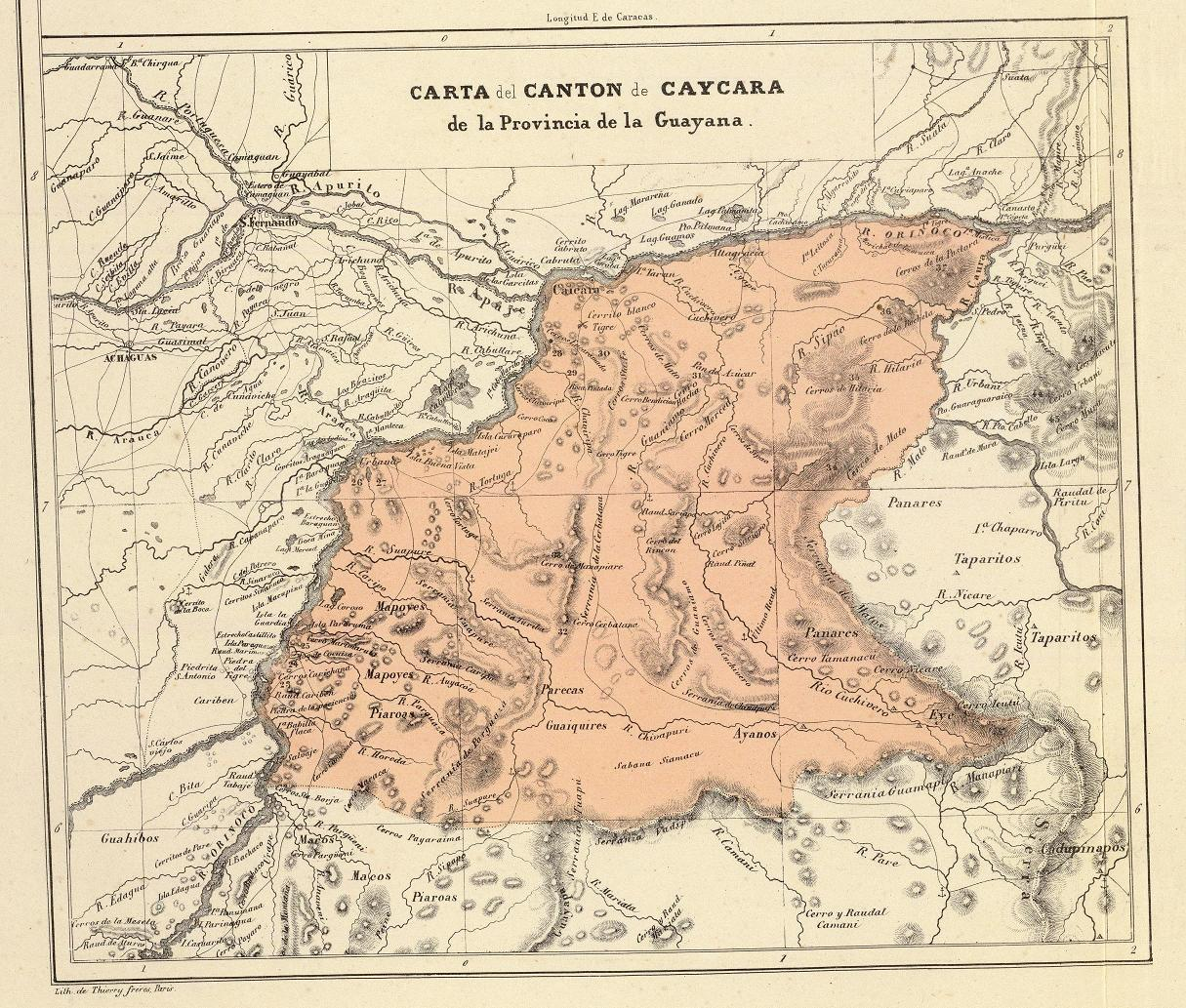
Cantón Caycara (1840), hoy parte occidental del Estado Bolívar.
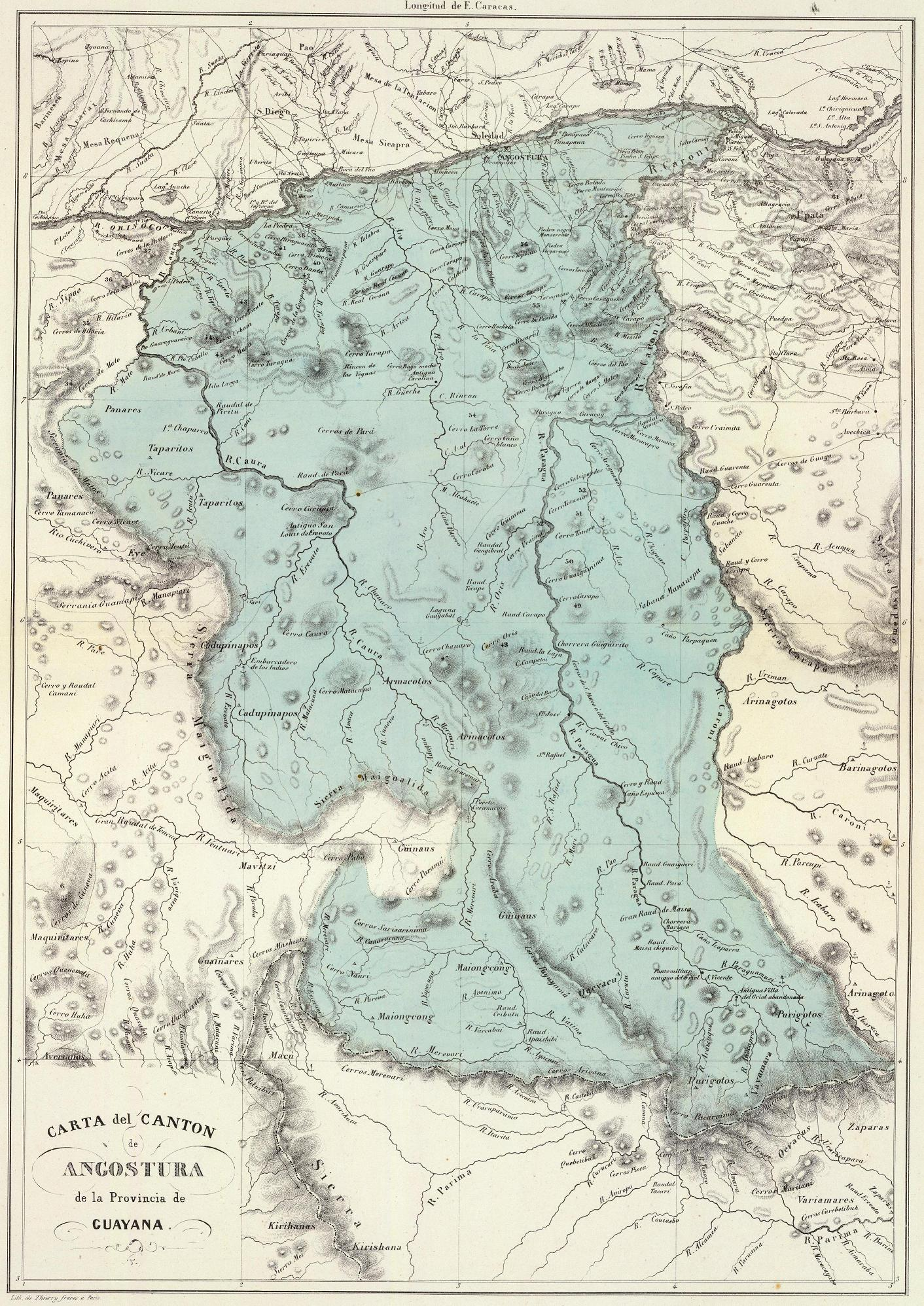
Cantón Angostura (1840), hoy parte central del Estado Bolívar.
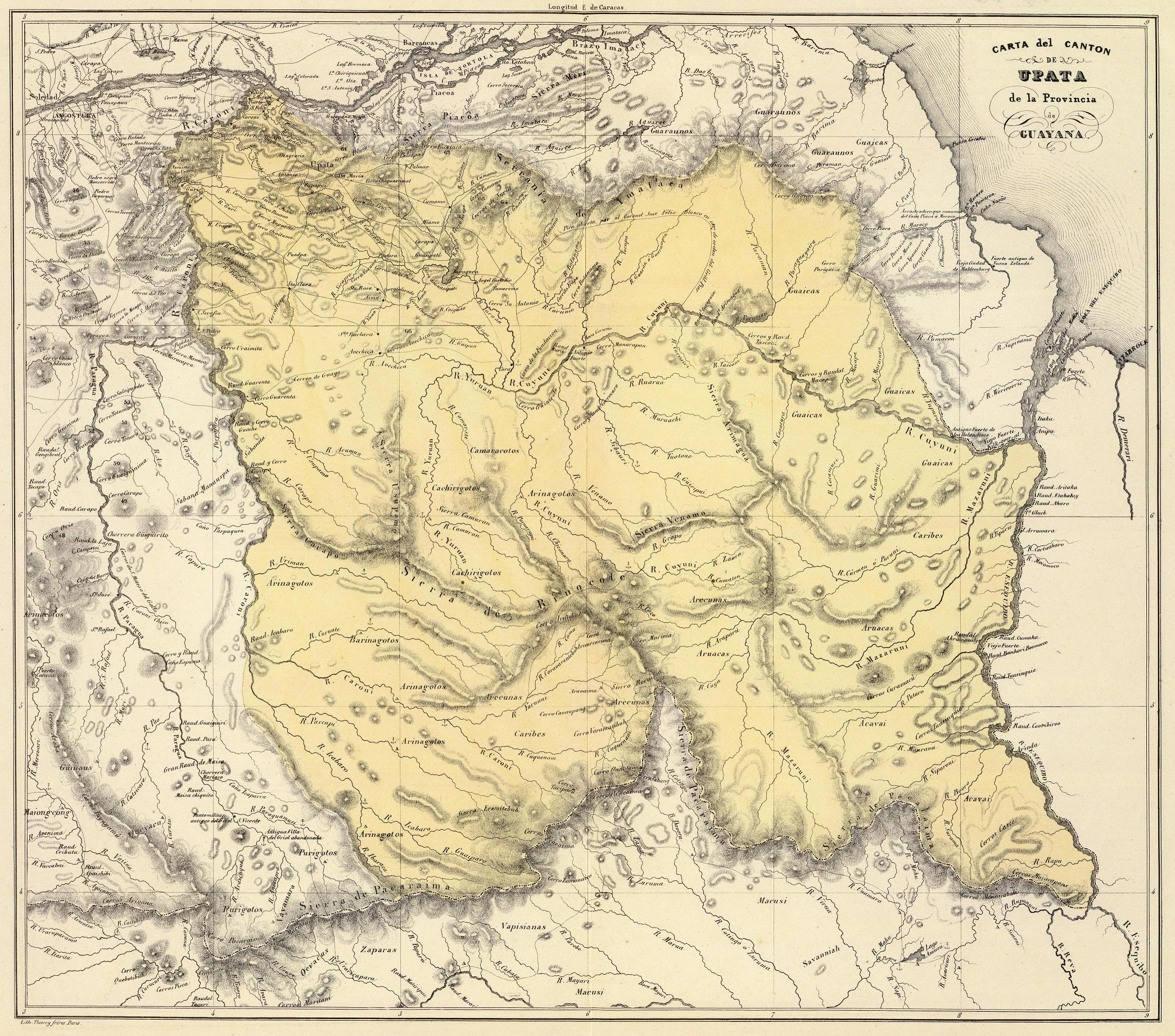
Cantón Upata (1840), hoy parte oriental del Estado Bolívar.
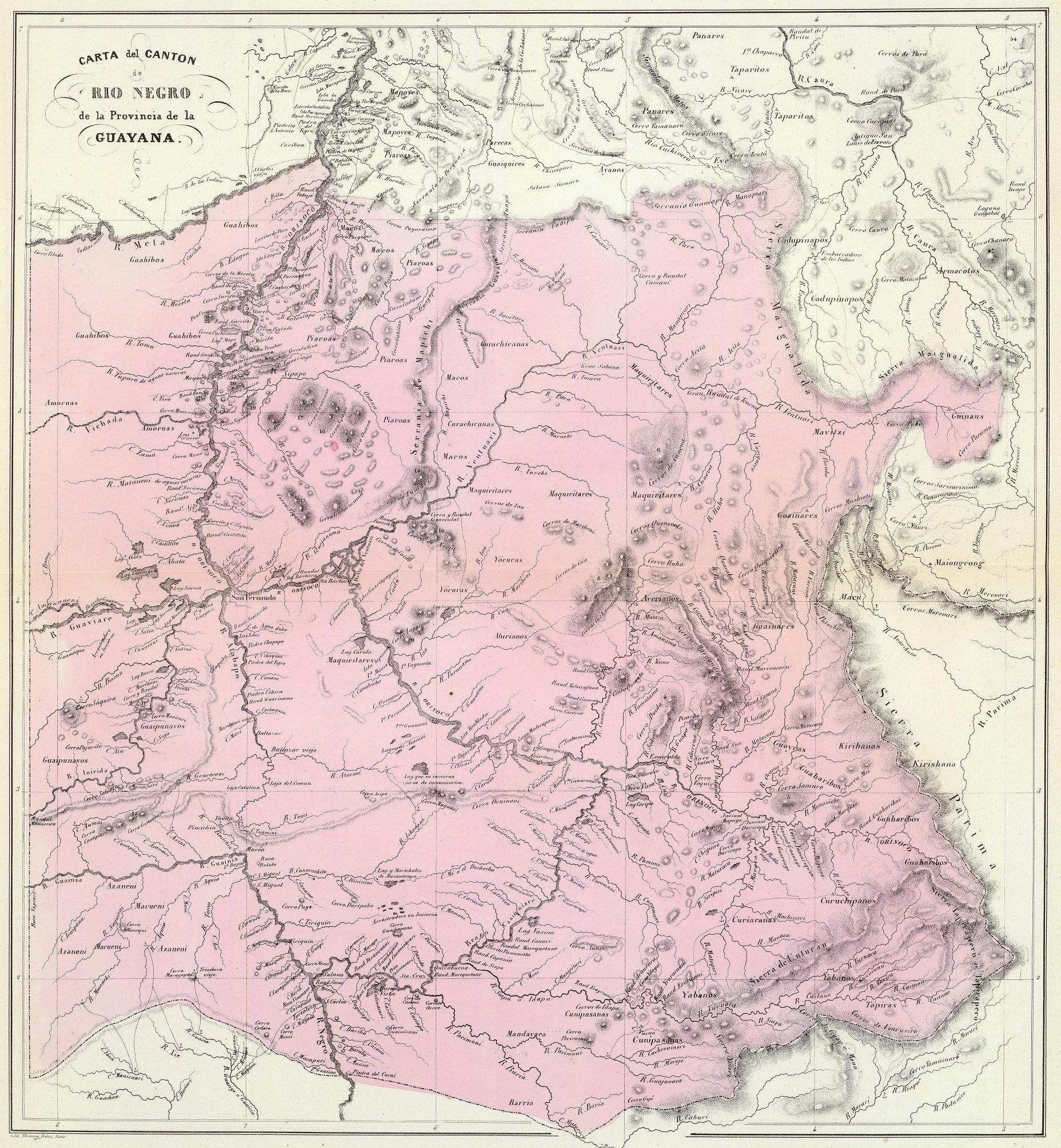
Cantón Río Negro (1840), hoy Estado Amazonas.

Cuando Venezuela se separa de la Nueva Granada en 1830, Guayana recupera su condición de provincia de Venezuela.
En honor al Libertador, Angostura cambió su nombre a Ciudad Bolívar en 1846.
En 1856, de acuerdo con la Ley de División territorial, la provincia de Guayana estaría formada por lo que hoy son los estados Bolívar, Amazonas y Delta Amacuro. Luego de la separación en 1856 del Territorio Federal Amazonas, la provincia de Guayana pasó, en el año 1864, a llamarse estado Guayana como uno de los estados independientes de los Estados Unidos de Venezuela.
En 1879, fue uno de los siete estados de la Federación, sin el territorio correspondiente a Amazonas que había pasado a ser Territorio Federal Amazonas. En 1881 se convirtió en una de las nueve entidades políticas en que se dividió el país, recibiendo el nombre de Gran Estado Bolívar conformado por Guayana y Apure. Su territorio se vio disminuido con la creación de los territorios federales Yuruari y Caura (1881), Armisticio (1883) y Delta (1884). Entre 1890 y 1893 recupera estos territorios. En el año de 1887 es segregado de la Provincia de Guayana el actual estado Delta Amacuro. En 1889, se dio la separación y establecimiento de la autonomía de los estados Apure y Guayana.
En 1890 forma parte, con el nombre de estado Guayana de los veinte estados de la Federación.[cita requerida] A partir de la Constitución de 1901, se cambia el nombre de estado Guayana por estado Bolívar el 29 de marzo de 1901,[cita requerida] como homenaje al Libertador Simón Bolívar, quien estableció en la ciudad de Angostura, hoy Ciudad Bolívar, las bases de la acción que le permitió liberar las actuales naciones bolivarianas. Existe como uno de los estados independientes de la República (federal) de Venezuela desde 1901.